# Ajivika
Ajivika, Ājīvika o Áyivika fue un movimiento sramaṇa conocido por su doctrina «Niyati» del determinismo (o destino), la premisa de que no hay libre albedrío, de que todo lo que ha sucedido, está sucediendo y sucederá es completamente predestinado como función de los principios cósmicos. Ājīvika consideraba la doctrina del karma como una falacia. Los Ājīvikas también eran ateos y rechazaban la autoridad de los Vedas, pero creían que en cada ser viviente hay un atman, una premisa central del hinduismo y el jainismo.
Ājīvika fue fundado por Makkhali Gosala hacia el siglo V a. C. y se convirtió en un gran rival del budismo y el jainismo. Es una de las antiguas doctrinas no ortodoxas de la India. Las escrituras originales de la escuela de filosofía Ajivika pueden haber existido alguna vez, pero actualmente se han perdido. Sus teorías se extraen de las menciones en las fuentes secundarias de la literatura india, que criticaban polémicamente a los Ājīvikas.
Un áyivika era un mendigo religioso que seguía las reglas del credo fundado por Gosala (Makkhaliputra); según el Brijat-yataka de Varaja Mijira.
Etimológicamente, áyivaka significa ‘seguimiento de reglas especiales con respecto a la manutención’. Es más común la forma áyivika. Esa primera ā acentuada representa lo 'especial'. Sin la á acentuada, la palabra ayívaka significa 'que no mantiene la vida', mientras yívaka significa 'con vida' (siendo yivá: 'vida', alma). En el Lalita-vistara esta palabra aparece como áyivaka (ājīvaka en AITS), que es etimológicamente más correcta. En el sistema AITS (alfabeto internacional para la transliteración del sánscrito) se translitera ājīvika. En escritura devanagari del sánscrito se escribe आजीविक y se pronuncia /áyivika/.

## Historia
Según la tradición, el fundador de la doctrina de los áyivikas fue el sabio Góshala. Se le conoce como Makkhali Góshala en palí, Maskarin Góshala o Maskari Góshala en sánscrito, siendo maskarin: 'que lleva una vara de bambú [maskara]', un brahmán en el cuarta etapa de su vida, o sea un saniasin (mendigo religioso con una vara); y gó-shala: 'establo para vacas' (go: 'vaca'). Según la tradición, vivió en los siglos VI y V (f. 484 a. C.).
De acuerdo con el texto Ashoka-vadana, el emperador mauria Bindusara y su reina principal Subhadra-Angui, eran creyentes de esta doctrina, que alcanzó su pico de popularidad durante esa época. El Ashoka-vadana también menciona que después de que el hijo de Bindusara ―el emperador Ashoka (273–232 a. C.)― se convirtió al pacifismo budista, vio en la ciudad de Pundravardhana una imagen pintada por un yaina, que mostraba a Buda inclinándose ante Nirgrantha Gñatiputra (posiblemente el religioso Majavirá, fundador del yainismo). Ashoka se enfureció y mandó ejecutar a todos los ayívikas de la región. Como consecuencia de esta orden, alrededor de 18 000 seguidores de la secta fueron asesinados.
En las Cuevas de Barabar (en Bijar) se descubrieron[¿cuándo?] siete cuevas habitadas por los áyivikas en la época de las persecuciones del emperador Ashoka.

## Concepciones
Sin lugar a dudas los áyivikas se oponían al sistema de castas de la India y a la creencia en el karma, de manera que para ellos el destino no era consecuencia de las acciones humanas. El principio de base de esta doctrina era niiati, el destino. Los áyivikas eran fatalistas estrictos, deterministas, pues consideraban que el destino era el verdadero determinante de cada suceso. Ningún esfuerzo humano puede cambiar el destino: los acontecimientos futuros ya existirían de alguna manera, debido a que están determinados.
Después de veinticuatro años de ascetismo, Góshala enumeró «seis factores inevitables de la vida»:
- aumento y pérdida
- alegría y dolor
- vida y muerte

Agregó dos senderos de vida: la canción y la danza.
Se discute si eran no teístas o si rendían culto al dios Shivá o al dios Visnú. La cosmología de los áyivikas era muy compleja, con un universo extenso que pasaba por un número inmenso de ciclos del tiempo. Según algunos, negaban la existencia del alma, según otros simplemente negaban que el destino de la yivá ('vida', ser vivo) dependiera de las acciones humanas.
Al principio se hallaban relacionados con el budismo y el yainismo, del que quizás fueran incluso una variedad, pues la primera referencia conocida del áyivika se encuentra en los primitivos textos canónicos yainas.

### Atomismo
El escritor Pakudha Kachaiana, contemporáneo de Buda, elaboró una teoría atomista con siete sustancias (en orden de sutilidad): tierra, agua, fuego, aire, alegría, dolor y vida, que son increados y constantes. Para esta concepción atomista existen cuatro variedades de átomos, con los que se forman los cuatro elementos de la naturaleza: tierra, agua, fuego y aire; todos poseen la capacidad de combinarse.
La yivá (vida) no es algo compuesto de átomos, sino lo que percibe, lo que entra en conocimiento de las combinaciones de los mismos. Las variedades de átomos, las percepciones de alegría o placer y dolor y la vida constituyen las siete esencias a que queda reducido todo lo existente.
Los átomos son eternos, indivisibles, indestructibles y no han sido creados por nadie. Las variedades de átomos no pueden convertirse unas en otras. Los átomos son capaces de moverse en cualquier dirección. Las propiedades de los cuerpos dependen de los átomos que los componen, de la cantidad de átomos por unidad de volumen y de la manera en que los átomos están combinados. La creencia de los áyivikas apareció como una doctrina realista y para algunos materialista, opuesta a las antiguas religiones indias y a las filosofías budista y yaina.

## Escrituras
Por referencias de fuentes yainas se sabe de la existencia de una colección de escrituras áyivika. De ellas solamente sobreviven las citas críticas realizadas por yainas y budistas.
Un comentarista yaina elaboró la siguiente listas de escrituras áyivika:
- Diviam (de la divinidad).
- Autpatam (de los presagios).
- Bhaumam (de la tierra).
- Angam (del cuerpo).
- Suaram (de los sonidos).
- Lákshanam (de las características y marcas).
- Vianshanam (de los signos y símbolos)[17]

Existen también referencias a prácticas de medicina alternativa áyivika.

## Ayívikas famosos
Bindusara (el padre del emperador Ashoka), era creyente de esta doctrina, que alcanzó su pico de popularidad durante la vida de Ashoka, y después de las persecuciones de este (que los mandó matar a todos) quedó relegada en el olvido. El movimiento ayívaka pudo haber continuado existiendo en la India hasta fecha tan tardía como el siglo XIV. En el sur de la India existen inscripciones del siglo XIII que mencionan a los ayívakas. Pero en ese momento de la historia quizá el término ayívika se refería al asceta de cualquier tradición en lugar de referirse a los seguidores de la tradición ayívika que existía en siglos anteriores.
También fueron ayívikas Subhadrangui (el preceptor de la madre de Asoka y reina principal del rey Bindusara), y el escritor Chanakia (el ideólogo fundador de la dinastía mauria).

## Creencias y prácticas
A lo largo de la historia del movimiento ayívika, las prácticas y creencias de la ayívikas son difíciles de reconstruir, porque se han conservado sólo en fuentes externas, a menudo hostiles. Los ayívikas parecen haber sido exponentes de una filosofía de determinismo absoluto, en el que las acciones y elecciones humanas no son capaces de vencer las fuerzas del destino. Los ayívika seguían un estricto régimen de ascetismo, similar en muchos aspectos a las prácticas llevadas a cabo por los yainas: ayunos extremos, indiferencia hacia la incomodidad física y la vida a la intemperie. Se dice que Góshala vivía sin ropas. No está claro si todos los ayívikas vivían como vagabundos desnudos, o si se trataba de una práctica que solo llevaban a cabo los devotos más vehementes. Al igual que sus homólogos yainistas y budistas, estaban fuertemente en contra del sistema de castas y fueron principalmente no teístas. Se dice que cuando sentían que su cuerpo o mente estaban empezando a declinar, los líderes ayívika a veces ponían fin a su vida voluntariamente, ya sea por el ayuno hasta la muerte, o ―como en el caso de Purana Kassapa― por ahogamiento en un río.